# Queensberry Rules
Queensberry Rules (zasady markiza Queensberry) – przepisy regulujące sportową walkę na pięści, stworzone w drugiej połowie XIX wieku w Anglii. Wprowadziły m.in. wymóg stosowania rękawic, rywalizację na ringu oraz ograniczone czasowo rundy do trzech minut. W zmodyfikowanej formie obowiązują do dziś, stanowiąc fundamenty współczesnego boksu.

## Historia kodyfikacji

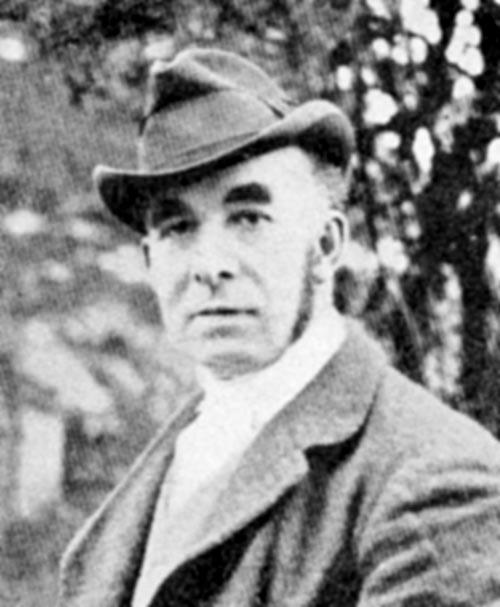
Markiz Queensberry

Pięściarstwo od 1853 roku było regulowane przez znowelizowane London Prize Ring Rules. Na ich podstawie zawodnicy walczyli wyłącznie na gołe pięści, pojedynki były często przewlekłe (trwały nawet kilka godzin) oraz zawsze toczone o pieniądze.
Aby uczynić boks bardziej humanitarnym, bezpieczniejszym dla zdrowia i życia zawodników oraz przystosowanym do rywalizacji amatorskiej, John Graham Chambers (były zawodnik w lekko-atletyce w Cambridge oraz założyciel londyńskiego Amateur Athletic Club i dziennikarz) stworzył zbiór przepisów, które diametralnie modyfikowały ówcześnie obowiązujące „zasady londyńskie”. Zostały one sporządzone w 1865 roku i ogłoszone dwa lata później. Aby nadać im większej rangi i rozgłosu, Chambers poprosił o protekcję wpływowego arystokratę, Johna Douglasa, 9. markiza Queensberry. Douglas, znany kibic pięściarstwa, zgodził się firmować nowe przepisy własnym nazwiskiem, stąd przeszły one do historii pod nazwą Queensberry Rules.

## Pierwotne brzmienie
Queensberry Rules składały się z 12 punktów:
1. mecz należy rozgrywać na kwadratowym ringu o wymiarach 24 × 24 stopy lub zbliżonych
2. zakazane jest stosowanie chwytów zapaśniczych i obejmowanie rywala oburącz
3. rundy trwają po 3 minuty, z 1-minutową przerwą pomiędzy nimi
4. zawodnik, który upadnie z powodu otrzymanego ciosu lub z jakiejkolwiek innej przyczyny, musi powstać bez niczyjej pomocy w ciągu 10 sekund, a jego rywal winien w tym czasie udać się do własnego narożnika. Jeśli powalony zawodnik zdoła się podnieść, walka jest kontynuowana, jeśli tego jednak nie uczyni i w ciągu 10 sekund nie stanie na środku ringu, sędzia winien ogłosić zwycięzcą jego rywala
5. zawodnik wiszący bezwładnie na linach, w taki sposób, że jego obie stopy są oderwane od podłoża, winien zostać uznany za powalonego
6. w trakcie trwania rundy na ringu nie mogą przebywać sekundanci ani inne osoby trzecie
7. jeśli mecz zostanie przerwany z niedającej się uniknąć przyczyny, sędzia winien określić czas i miejsce jego dokończenia, tak aby pojedynek wyłonił zwycięzcę, chyba że osoby obstawiające zakłady zgodzą się na zrównanie stawek
8. rękawice muszą być dobrze dopasowane, nowe i najlepszej jakości
9. jeśli rękawica zostanie uszkodzona lub zsunie się, winna zostać wymieniona na życzenie sędziego
10. zawodnik, który uklęknie, winien zostać uznany za powalonego
11. zakazane jest używanie przez zawodników butów podbitych gwoździami
12. we wszystkich innych kwestiach należy stosować znowelizowane London Prize Ring Rules.

## Dalsze losy
Queensberry Rules początkowo współistniały z London Prize Ring Rules, z czasem jednak nowe przepisy zaczęły wypierać starsze, a walki na gołe pięści stopniowo stawały się coraz rzadsze (choć wciąż były, legalnie lub nielegalnie, toczone). W Anglii zasady markiza Queensberry powszechnie wprowadzono w 1872 roku, wtedy też zorganizowano w Londynie pierwszy amatorski turniej pięściarski, stąd data ta jest uznawana za początek historii nowożytnego amatorskiego boksu. W tym samym roku dokonano również pierwszego w dziejach pięściarstwa podziału na kategorie wagowe (początkowo jedynie na trzy – lekką, średnią i ciężką).
Za sprawą emigrantów nowe zasady wkrótce zostały zaszczepione również w Stanach Zjednoczonych, gdzie pięściarstwo przeżywało gwałtowny rozwój. Ostatnią walkę o mistrzostwo USA według London Prize Ring Rules (często uznawaną też za pojedynek o czempionat świata) stoczono w 1889 roku w Richburgu, w stanie Missisipi, gdy John L. Sullivan pokonał Jake’a Kilraina. Odtąd mistrzowskie pojedynki toczono już wyłącznie w rękawicach, według Queensburry Rules.